# Neuville-de-Poitou
Pour les articles homonymes, voir Neuville.
Neuville-de-Poitou est une commune du Centre-Ouest de la France, située à une quinzaine de kilomètres au nord-ouest de Poitiers, dans le département de la Vienne, la région historique et culturelle du Poitou et la région administrative de Nouvelle-Aquitaine. Ses habitants sont appelés les Neuvillois. Le bourg est connu pour son marché local du dimanche matin, l'un des plus importants du département. 
Depuis 2017, elle est le siège de la communauté de communes du Haut-Poitou comprenant 27 communes dont Mirebeau et Vouillé.

## Géographie

### Localisation
La ville est  située à 16 km au nord de Poitiers sur la route nationale 147 qui relie Poitiers à Angers.
Comme Vouillé, la petite ville appartient désormais à la zone péri-urbaine de Poitiers.

### Communes limitrophes
|                       | Chabournay         | Saint-Martin-la-Pallu |
| Saint-Martin-la-Pallu | Neuville-de-Poitou | Avanton               |
| Yversay               | Cissé              |                       |

### Climat
Le climat qui caractérise la commune est qualifié, en 2010, de « climat océanique altéré », selon la typologie des climats de la France qui compte alors huit grands types de climats en métropole. En 2020, la commune ressort du même type de climat dans la classification établie par Météo-France, qui ne compte désormais, en première approche, que cinq grands types de climats en métropole. Il s’agit d’une zone de transition entre le climat océanique, le climat de montagne et le climat semi-continental. Les écarts de température entre hiver et été augmentent avec l'éloignement de la mer. La pluviométrie est plus faible qu'en bord de mer, sauf aux abords des reliefs.
Les paramètres climatiques qui ont permis d’établir la typologie de 2010 comportent six variables pour les températures et huit pour les précipitations, dont les valeurs correspondent à la normale 1971-2000. Les sept principales variables caractérisant la commune sont présentées dans l'encadré ci-après.
| Paramètres climatiques communaux sur la période 1971-2000 - Moyenne annuelle de température : 11,5 °C - Nombre de jours avec une température inférieure à −5 °C : 2,5 j - Nombre de jours avec une température supérieure à 30 °C : 5,9 j - Amplitude thermique annuelle : 14,9 °C - Cumuls annuels de précipitation : 709 mm - Nombre de jours de précipitation en janvier : 11,1 j - Nombre de jours de précipitation en juillet : 6,7 j |

Avec le changement climatique, ces variables ont évolué. Une étude réalisée en 2014 par la Direction générale de l'Énergie et du Climat complétée par des études régionales prévoit en effet que la  température moyenne devrait croître et la pluviométrie moyenne baisser, avec toutefois de fortes variations régionales. La station météorologique de Météo-France installée sur la commune et mise en service en 1973 permet de connaître en continu l'évolution des indicateurs météorologiques. Le tableau détaillé pour la période 1981-2010 est présenté ci-après.
| Mois                                  | jan.           | fév.           | mars           | avril         | mai           | juin          | jui.          | août          | sep.          | oct.          | nov.           | déc.          | année      |
| ------------------------------------- | -------------- | -------------- | -------------- | ------------- | ------------- | ------------- | ------------- | ------------- | ------------- | ------------- | -------------- | ------------- | ---------- |
| Température minimale moyenne (°C)     | 1,6            | 1,5            | 3,2            | 4,9           | 8,6           | 11,5          | 13,4          | 13,3          | 10,4          | 8,1           | 4,2            | 2,1           | 6,9        |
| Température moyenne (°C)              | 4,7            | 5,5            | 8,3            | 10,6          | 14,6          | 17,9          | 20,1          | 20            | 16,7          | 12,9          | 8              | 5,1           | 12,1       |
| Température maximale moyenne (°C)     | 7,9            | 9,5            | 13,4           | 16,3          | 20,5          | 24,3          | 26,8          | 26,7          | 22,9          | 17,8          | 11,7           | 8,2           | 17,2       |
| Record de froid (°C) date du record   | −16,2 16.01.85 | −15,7 12.02.12 | −11,5 01.03.05 | −4,5 04.04.96 | −0,9 05.05.19 | 3,2 01.06.11  | 6,4 19.07.86  | 3,5 31.08.86  | 1,5 20.09.12  | −5 30.10.97   | −10,5 23.11.93 | −15 31.12.85  | −16,2 1985 |
| Record de chaleur (°C) date du record | 16,7 24.01.16  | 23,7 27.02.19  | 25,6 24.03.96  | 30,8 30.04.05 | 33,8 29.05.01 | 39,1 29.06.19 | 40,3 23.07.19 | 41,2 06.08.03 | 35,5 14.09.20 | 30,7 03.10.11 | 24 08.11.15    | 18,8 16.12.89 | 41,2 2003  |
| Précipitations (mm)                   | 63,2           | 48,9           | 47,1           | 57,9          | 65,2          | 50,5          | 53            | 44,7          | 52,9          | 74,2          | 72,9           | 69,3          | 699,8      |

## Urbanisme

### Typologie
Au 1er janvier 2024, Neuville-de-Poitou est catégorisée bourg rural, selon la nouvelle grille communale de densité à sept niveaux définie par l'Insee en 2022.
Elle appartient à l'unité urbaine de Neuville-de-Poitou, une unité urbaine monocommunale constituant une ville isolée,. Par ailleurs la commune fait partie de l'aire d'attraction de Poitiers, dont elle est une commune de la couronne,. Cette aire, qui regroupe 97 communes, est catégorisée dans les aires de 200 000 à moins de 700 000 habitants,.

### Occupation des sols
L'occupation des sols de la commune, telle qu'elle ressort de la base de données européenne d’occupation biophysique des sols Corine Land Cover (CLC), est marquée par l'importance des territoires agricoles (76,1 % en 2018), en diminution par rapport à 1990 (79,6 %). La répartition détaillée en 2018 est la suivante : 
terres arables (73,4 %), zones urbanisées (19,7 %), zones industrielles ou commerciales et réseaux de communication (4,2 %), cultures permanentes (2,7 %). L'évolution de l’occupation des sols de la commune et de ses infrastructures peut être observée sur les différentes représentations cartographiques du territoire : la carte de Cassini (XVIIIe siècle), la carte d'état-major (1820-1866) et les cartes ou photos aériennes de l'IGN pour la période actuelle (1950 à aujourd'hui).

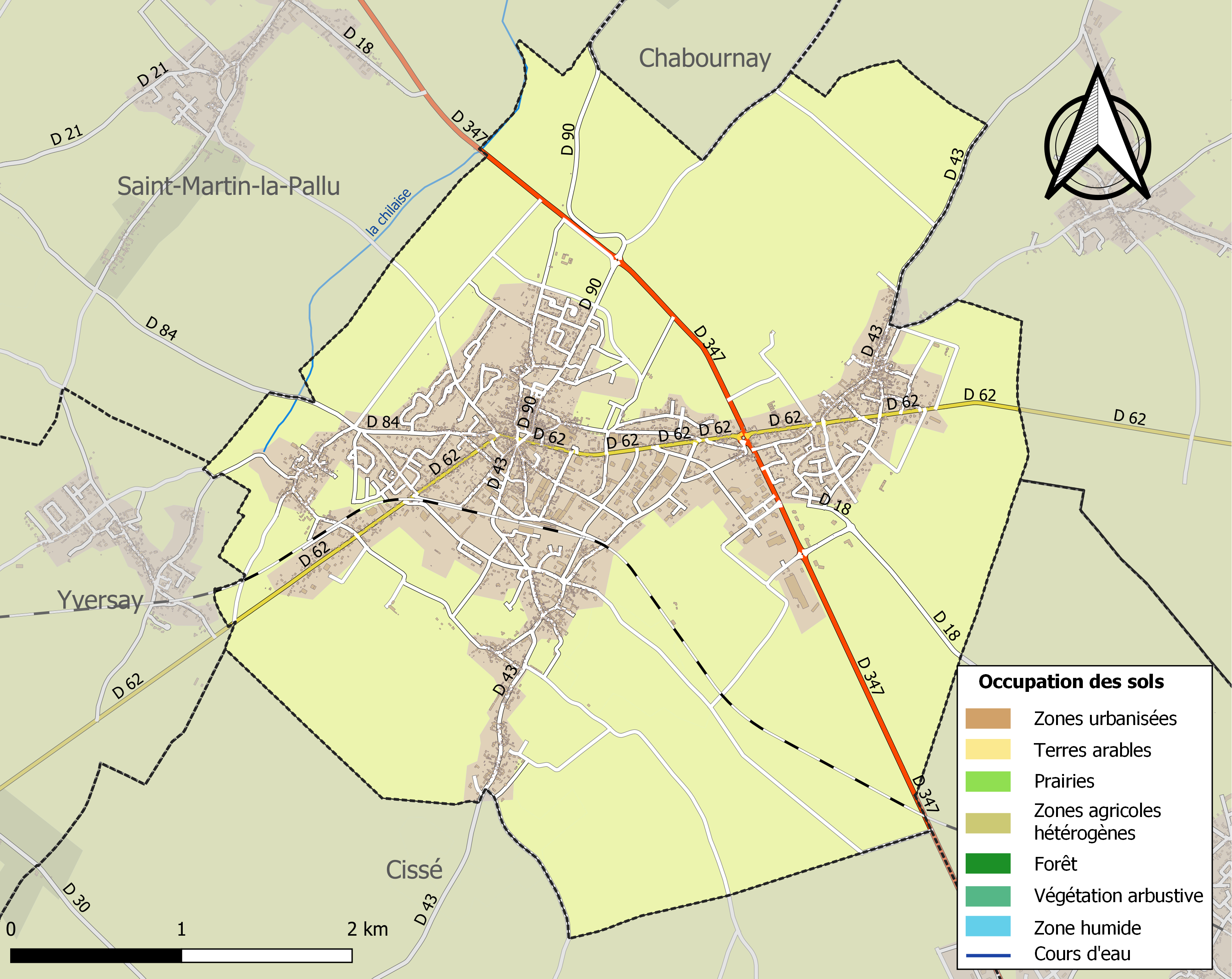
Carte des infrastructures et de l'occupation des sols de la commune en 2018 (CLC).

### Risques majeurs
Le territoire de la commune de Neuville-de-Poitou est vulnérable à différents aléas naturels : météorologiques (tempête, orage, neige, grand froid, canicule ou sécheresse), mouvements de terrains et séisme (sismicité modérée). Il est également exposé à un risque technologique,  le transport de matières dangereuses. Un site publié par le BRGM permet d'évaluer simplement et rapidement les risques d'un bien localisé soit par son adresse soit par le numéro de sa parcelle.

#### Risques naturels

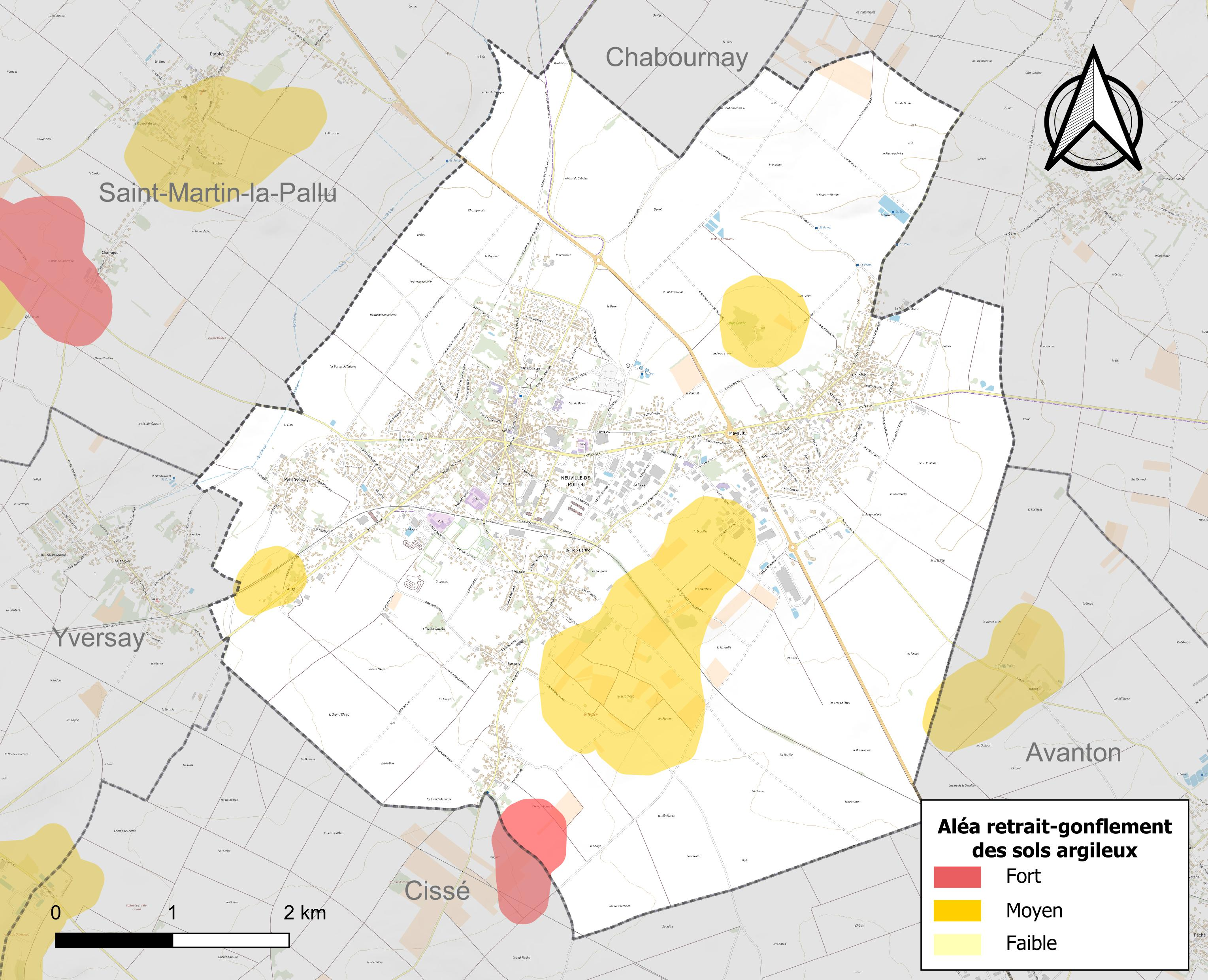
Carte des zones d'aléa retrait-gonflement des sols argileux de Neuville-de-Poitou.

Les mouvements de terrains susceptibles de se produire sur la commune sont des affaissements et effondrements liés aux cavités souterraines (hors mines) et des tassements différentiels. Afin de mieux appréhender le risque d’affaissement de terrain, un inventaire national permet de localiser les éventuelles cavités souterraines sur la commune. Le retrait-gonflement des sols argileux est susceptible d'engendrer des dommages importants aux bâtiments en cas d’alternance de périodes de sécheresse et de pluie. 9,7 % de la superficie communale est en aléa moyen ou fort (79,5 % au niveau départemental et 48,5 % au niveau national). Depuis le 1er octobre 2020, en application de la loi ÉLAN, différentes contraintes s'imposent aux vendeurs, maîtres d'ouvrages ou constructeurs de biens situés dans une zone classée en aléa moyen ou fort,.
La commune a été reconnue en état de catastrophe naturelle au titre des dommages causés par les inondations et coulées de boue survenues en 1982, 1997, 1998, 1999, 2000, 2010, 2013 et 2021, par la sécheresse en 2003 et par des mouvements de terrain en 1999 et 2010.

## Toponymie
Neuville apparaît dans les textes pour la première fois en 876 sous le nom de Nova Villa à l'occasion d'un don à l'abbaye Saint-Hilaire de Poitiers réalisé par un Franc du nom d'Aldurus. Son nom latin signifie Ville nouvelle.
En 1958, la commune de Neuville prend le nom de Neuville-de-Poitou.

## Histoire
Pendant la guerre de Cent Ans, Neuville souffre de sa position aux marges des possessions françaises et anglo-aquitaines. Comme tout le Poitou, elle repasse sous contrôle anglais en 1360. En 1410 la paroisse s'organise et prend le nom de Notre-Dame de Neuville. Le Poitou avec ses amandiers, ses noyers, ses vignes, nourrit sa population. Commerce et artisanat se développent (négoce du vin, du blé, de la laine, des bœufs et des mules).
La peste frappe de 1628 à 1632. En 1750, Neuville ne compte que 403 feux alors que Vendeuvre sa « rivale » en compte 613.[réf. nécessaire]
En 1790, pendant la Révolution française Neuville devient chef-lieu de canton.  La commune accueille favorablement les avancées de la Révolution française et plante ainsi son arbre de la liberté, symbole de la Révolution et de la liberté. Il devient le lieu de ralliement de toutes les fêtes et des principaux événements révolutionnaires, comme la fête des Époux, et quand il dépérit, il est replanté. La conscription provoque des incidents, et le château du lieu-dit de Bellefois est détruit[réf. nécessaire].
Le début du XIXe siècle voit la crise du phylloxéra ruiner les propriétaires fonciers. La terre passe aux anciens fermiers et métayers. Les plus humbles émigrent pour trouver du travail. C'est à cette époque que se crée Neuville au Québec.
Pendant la Seconde Guerre mondiale, un camp de prisonniers de l’armée d'Afrique est établi par les Allemands à Neuville : ils sont affectés aux travaux agricoles. Progressivement, ils sont renvoyés en Afrique par l’occupant ; un certain nombre d’entre eux ont disparu.

## Politique et administration

### Liste des maires
| Période                                  | Période   | Identité                 | Étiquette    | Qualité |
| ---------------------------------------- | --------- | ------------------------ | ------------ | --- |
| ?                                        | 1806      | A. Robert                |              | |
| Les données manquantes sont à compléter. |           |                          |              | |
| 1839                                     | ?         | Armand Caillard          |              | |
| 1854                                     | 1858      | Victor Chemioux          |              | |
| 1858                                     | 1866      | François Mathé           |              | |
| 1866                                     | 1878      | Achille Dècle            | Bonapartiste | Banquier Conseiller général du canton de Neuville-de-Poitou (1877 → 1883) |
| 1878                                     | 1882      | Alexandre Thiault        |              | |
| 1882                                     | 1896      | Désiré Girault-Morin     |              | |
| 1896                                     | 1902      | Camille Chenier          |              | |
| 1902                                     | 1908      | Auguste Marcireau        |              | |
| 1908                                     | 1919      | Gustave Bézagu           |              | |
| 1919                                     | 1929      | François Rivière         |              | |
| 1929                                     | 1941      | Athol Robert             |              | |
| 1941                                     | 1944      | Adonis Pauleau           |              | |
| 1944                                     | 1947      | Roger Jaudoin            |              | |
| 1947                                     | 1965      | Abel Brillaud            |              | |
| mars 1965                                | mars 1977 | René Métayer (1912-1992) | UDR puis RPR | Médecin Député de la 1re circonscription de la Vienne (1973 → 1978) Conseiller général du canton de Neuville-de-Poitou (1967 → 1973) |
| mars 1977                                | mars 1983 | Serge Chamoret           | PS           | Professeur d'éducation physique et sportive Conseiller général du canton de Neuville-de-Poitou (1973 → 2004) Suppléant du député Jacques Santrot                                                                                                |
| mars 1983                                | juin 1995 | Bernard Champalou        | RPR          | Principal adjoint de collège |
| juin 1995                                | mars 2014 | Jean Petit (1943-2015)   | PS           | Enseignant-chercheur Conseiller régional de Poitou-Charentes (2001 → 2004) Président de la CC du Neuvillois (1998 → 2014) Réélu en 2008 |
| mars 2014                                | En cours  | Séverine Saint-Pé        | UMP, LR, HOR | Cadre du secteur privé Conseillère départementale du canton de Migné-Auxances (2015 → ) 9e vice-présidente du conseil départemental de la Vienne (2015 → ) 4e vice-présidente de la CC du Haut-Poitou (2017 → ) Réélue pour le mandat 2020-2026 |
| Les données manquantes sont à compléter. |           |                          |              | |

### Instances judiciaires et administratives
La commune relève du tribunal d'instance de Poitiers, du tribunal de grande instance de Poitiers, de la cour d'appel de Poitiers, du tribunal pour enfants de Poitiers, du conseil de prud'hommes de Poitiers, du tribunal de commerce de Poitiers, du tribunal administratif de Poitiers et de la cour administrative d'appel de Bordeaux, du tribunal des pensions de Poitiers, du tribunal des affaires de la Sécurité sociale de la Vienne, de la cour d’assises de la Vienne.

### Services publics
Les réformes successives de La Poste ont conduit à la fermeture de nombreux bureaux de poste ou à leur transformation en simple relais. Toutefois, la commune a pu maintenir le sien.

### Jumelages
- Neuville (Canada), localité située dans le Comté de Portneuf en amont de Québec sur les rives du Saint-Laurent[27],
- Soure (Portugal),  située au sud-ouest de Coimbra, chef-lieu d'une municipalité d'environ 20 000 habitants,
- Desborough (Royaume-Uni), 2 500 habitants, au nord de Northampton,
- Saratov (Russie). Le jumelage ne concerne que deux arrondissements de cette grande ville industrielle militaire et universitaire de plus de 800 000 habitants, sur les bords de la Volga.

## Population et société

### Démographie
L'évolution du nombre d'habitants est connue à travers les recensements de la population effectués dans la commune depuis 1793. Pour les communes de moins de 10 000 habitants, une enquête de recensement portant sur toute la population est réalisée tous les cinq ans, les populations de référence des années intermédiaires étant quant à elles estimées par interpolation ou extrapolation. Pour la commune, le premier recensement exhaustif entrant dans le cadre du nouveau dispositif a été réalisé en 2008.

En 2022, la commune comptait 5 465 habitants, en évolution de +2,34 % par rapport à 2016 (Vienne : +0,6 %, France hors Mayotte : +2,11 %).
| 1793  | 1800  | 1806  | 1821  | 1831  | 1836  | 1841  | 1846  | 1851  |
| ----- | ----- | ----- | ----- | ----- | ----- | ----- | ----- | ----- |
| 2 465 | 2 718 | 2 780 | 2 516 | 2 720 | 2 699 | 2 755 | 2 862 | 2 953 |

| 1856  | 1861  | 1866  | 1872  | 1876  | 1881  | 1886  | 1891  | 1896  |
| ----- | ----- | ----- | ----- | ----- | ----- | ----- | ----- | ----- |
| 3 014 | 3 310 | 3 379 | 3 456 | 3 754 | 3 873 | 3 692 | 3 506 | 3 151 |

| 1901  | 1906  | 1911  | 1921  | 1926  | 1931  | 1936  | 1946  | 1954  |
| ----- | ----- | ----- | ----- | ----- | ----- | ----- | ----- | ----- |
| 3 142 | 3 218 | 3 261 | 3 007 | 2 887 | 2 774 | 2 825 | 2 902 | 2 882 |

| 1962  | 1968  | 1975  | 1982  | 1990  | 1999  | 2006  | 2008  | 2013  |
| ----- | ----- | ----- | ----- | ----- | ----- | ----- | ----- | ----- |
| 3 051 | 3 104 | 3 312 | 3 623 | 3 840 | 4 058 | 4 706 | 4 892 | 5 336 |

| 2018  | 2022  | - | - | - | - | - | - | - |
| ----- | ----- | - | - | - | - | - | - | - |
| 5 308 | 5 465 | - | - | - | - | - | - | - |

### Manifestations culturelles et festivités
- Depuis 1985, salon européen du modélisme Modelexpo[32] le 1er week-end d'octobre.
- Depuis 2001, festival de jazz Neuvil' en Jazz, le 3e week-end de juillet.
- En juin, fête foraine annuelle de la Saint-Jean avec chars fleuris (un an sur deux), feux de la Saint-Jean et feux d'artifice.
- Marché le dimanche et le jeudi.
- Finale nationale de motoball.

## Économie

### Agriculture
- Plusieurs coopératives ou entreprises de négoce de céréales, une coopérative viticole, de tabac, de pommes de terre.

Selon la direction régionale de l'Alimentation, de l'Agriculture et de la Forêt de Poitou-Charentes, il n'y a plus que 24 exploitations agricoles en 2010 contre 49 en 2000.
Les surfaces agricoles utilisées ont diminué et sont passées de 2 067 hectares en 2000 à 1 871 hectares en 2010. 51 % sont destinées à la culture des céréales (blé tendre essentiellement mais aussi orge et maïs), 32 % pour les oléagineux (moitié en colza et moitié en tournesol), 1 % pour le fourrage et moins de 1 % en herbe.

En 2000, 94 hectares étaient consacrés à la vigne (108 en 2010) pour la production des Haut-Poitou AOC. Durant cette même période, le nombre d'exploitations viticoles a chuté pour passer de 31 à 10.

### Commerces
Un marché se tient toutes les semaines, le jeudi matin et celui du dimanche matin, place Joffre (150 exposants) en fait l'un des plus importants du département.

## Culture locale et patrimoine

### Lieux et monuments

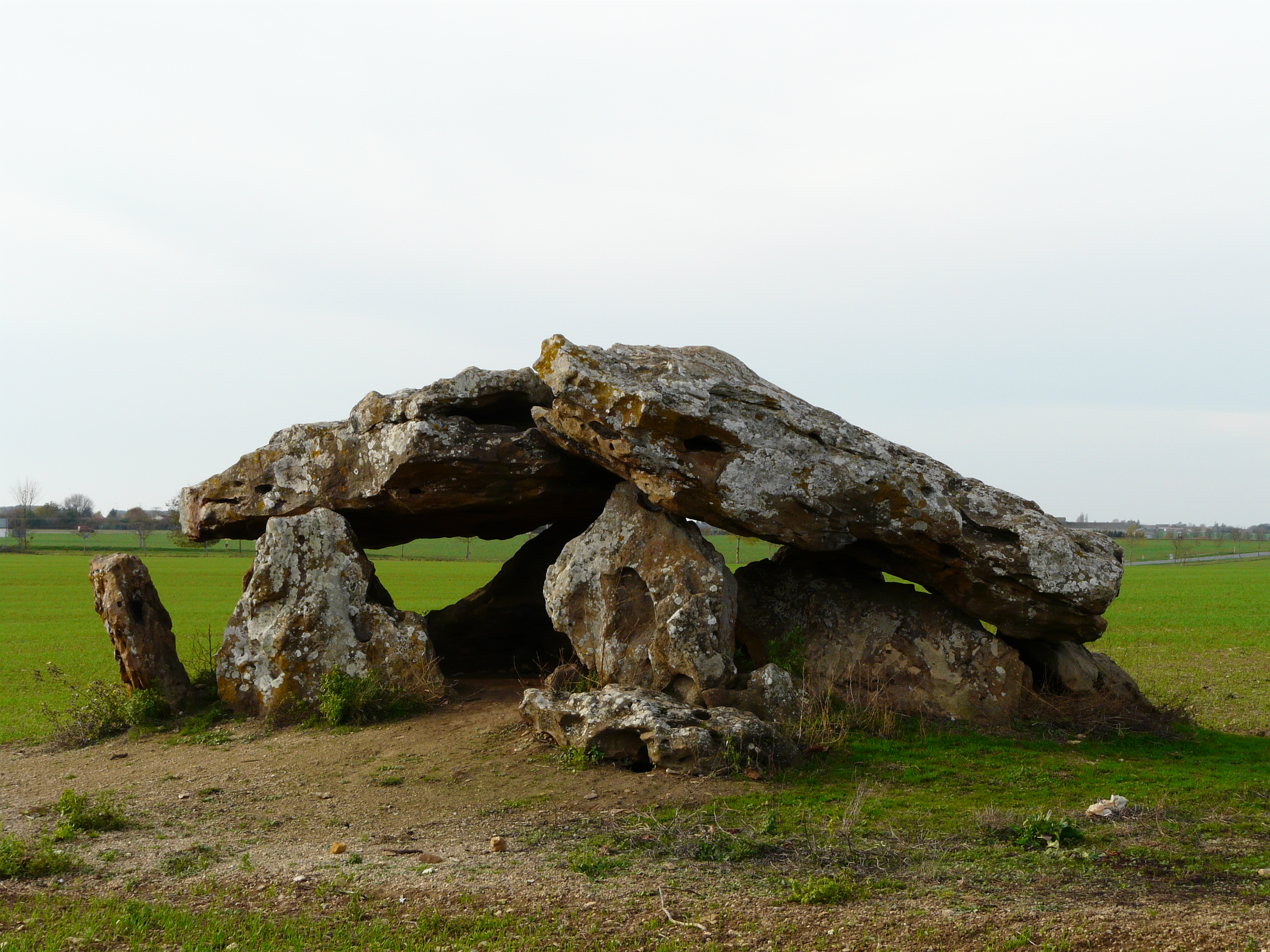
La Pierre-Levée.

- Pierre-levée de Mavaux : dolmen classé monument historique par la liste de 1900[34].
- Château de Furigny, XIIIe et XVIIe siècles, avec murs d'enceinte et tours d'angle, et dont la porte d'entrée fortifiée est inscrite depuis 1935[35],[36].
- Église Notre-Dame, XIXe siècle. Elle est inscrite à l'Inventaire général du patrimoine culturel[37].
- Terrain de motoball (pour les matches du MBC Neuvillois).
- Espace de modélisme avec piste bitumée de vitesse, piste TT et bassin[38].
- Arboretum.

### Patrimoine naturel
- Les plaines du Mirebalais et du Neuvillois qui couvrent 100 % du territoire communal sont classées comme zones naturelles d'intérêt écologique, faunistique et floristique (ZNIEFF)[39].

### Personnalités liées à la commune
- René Hyacinthe Thibaudeau (1737-1813), avocat, historien, député du tiers état en 1789, un des fondateurs du département de la Vienne, résidait à Bellefois (lieu-dit de la commune).
- Georges Vacher de Lapouge (1854-1936), auteur de thèses eugénistes, est né dans la commune.
- Norbert Boucq (1932-2008), footballeur puis entraîneur français, y est né.
- Magdaléne Chollet, Miss Poitou-Charentes 2016, habite à Neuville-de-Poitou.

### Héraldique
| Blason de Neuville-de-Poitou | Blason  | D'azur à deux pointes d'or mouvant des angles de la pointe et posées en chevron ; au chef d'argent chargé de trois couronnes ducales de gueules. |
| Blason de Neuville-de-Poitou | Détails | Blason sculpté sur le fronton de la mairie. |